# Muralhas da Cantuária
As muralhas da cidade da Cantuária (Canterbury) são uma sequência de muralhas defensivas erguidas em volta da cidade de Cantuária, em Kent, Inglaterra. As primeiras muralhas da cidade foram erguidas pelos romanos, provavelmente entre 270 e 280. Essas muralhas foram construídas de pedra no topo de um banco de terra e protegidas por uma vala e torres de parede. Pelo menos cinco portões foram colocados nas muralhas, ligados à rede de estradas romanas em toda a região. Com o colapso da Grã-Bretanha romana, Canterbury entrou em declínio, mas as muralhas permaneceram e podem ter influenciado a decisão de Agostinho de se estabelecer na cidade no fim do século VI. Os anglo-saxões mantiveram as muralhas defensivas, construindo capelas sobre a maioria dos portões e utilizando-as para defender Canterbury contra as incursões viquingues.
Durante os séculos XVIII e XIX, as muralhas da cidade de Cantuária ficaram sob ampla pressão do desenvolvimento urbano. Todos os portões, menos um, West Gate, foram destruídos e extensas partes do circuito murado foram derrubadas para dar lugar a novas estradas e edifícios. O bombardeio alemão durante a Segunda Guerra Mundial causou mais danos. Apesar disso, as paredes restantes e a portaria sobreviveram intactas ao redesenvolvimento pós-guerra e algumas partes foram totalmente reconstruídas. Mais da metade do circuito original sobrevive, cercando uma área de 53 ha, e os arqueólogos Oliver Creighton e Robert Higham consideram o muro da cidade "um dos mais magníficos da Grã-Bretanha".